# Экофеминизм
Экофемини́зм (от др.-греч. οἶκος — «дом, жилище» + лат. femina — «женщина») — общественное движение и философия, соединяющие цели феминизма и экологии. Экофеминизм проводит параллель между эксплуатацией природы и женщины в патриархальном западном обществе, подчёркивая их философское единство. Основная цель движения состоит в том, чтобы привести мир в первоначальную гармонию путём пресечения дискриминации женщин.

## История
Слово «экофеминизм» возникло в 1974 и связывается с именем французской исследовательницы, квир-активистки и бывшей коммунистки Франсуазы Добон (франц. Françoise d’Eaubonne). Она агитировала женщин на экологическую революцию, дабы спасти жизнь на Земле. Она старалась доказать, что в мужском контроле над производством и женской сексуальностью существует множество недостатков. Это приводит к двойному кризису:
- к разрушению окружающей среды (посредством сверхприбыльного производства);
- к демографическому кризису (посредством искусственного манипулирования процессом рождаемости).

Также, Добон влияла и на всё последующее развитие экофеминизма. Центральными вопросами движения, под влиянием Добон стали:
- кризис современности (экологический дисбаланс благодаря прогрессу);
- рассмотрение патриархальной (западной) системы в виде причины этого кризиса;
- агитация людей, разделяющих идеи движения, добиваться социальных и экологических изменений.

Экофеминизм в США и Франции начал процветать раньше, чем в других странах. Тогда главными его составляющими были: забота о природе, взятая от зелёных, и забота о человеческом мире в виде борьбы с дискриминацией женщин.
Достаточно большая часть экофеминистического движения стремится воссоздать мистическую часть, ориентирующихся на Землю религий (язычество, колдовство, магию и почитанием богинь).
Критик Элизабет Спелман в работе «Inessential Woman» (1988), осуждает тенденцию представлять определённый привилегированный женский опыт или ситуацию как норму.

## Гендерная природа
Одно из толкований экофеминистской теории состоит в том, что капитализм отражает только патерналистские и патриархальные ценности. Это понятие подразумевает, что влияние капитализма также не принесло пользы женщинам и привело к пагубному расколу между природой и культурой. В 1970-х годах ранние экофеминистки обсуждали, что раскол может быть исцелён только женским инстинктом для воспитания и целостного познания природных процессов.

## Концепции
Материалистический экофеминизм
Материалистический экофеминизм является одной из самых распространённых концепций экофеминизма. Материалистическая точка зрения связывает некоторые социальные институты, такие как труд, власть и собственность, которые являются источником господства над женщинами и природой. Между этими субъектами существуют связи из-за значимости производства и воспроизводства. Эта категория экофеминизма может также упоминаться как «социальный феминизм», «социалистический экофеминизм» или «марксистский экофеминизм».
По словам Кэролин Мёрчант: 

«Социальный экофеминизм выступает за освобождение женщин посредством переворота экономических и социальных иерархий, которые превращают все аспекты жизни в рыночное общество, которое в наши дни вторгается в самое чрево.»Оригинальный текст (англ.)«Social ecofeminism advocates the liberation of women through overturning economic and social hierarchies that turn all aspects of life into a market society that today even invades the womb.»
Духовный (культурный) экофеминизм
Духовный экофеминизм является ещё одной концепцией экофеминизма, который имеет огромную популярность среди экофеминистских авторов, таких как Стархок, Риана Айслер, Кэрол Дж. Адамс и многие другие. Стархок называет это духовностью, основанной на теории о том, что сама земля живая, и мы с ней неким образом взаимосвязаны как целостное сообщество. Духовный экофеминизм не связан с одной конкретной религией, а сосредоточен вокруг таких ценностей, как забота, сострадание и, конечно же, отсутствие насилия.

## Авторы произведений об экофеминизме
- Вал Пламвуд
- Кэрол Дж. Адамс
- Марти Киил
- Карен Дж. Варрен
- Глориа Оренстейн
- Вандана Шива
- Стейси Алаймо
- Стархок[англ.]
- Крис Дж. Куомо

## Группы экофеминисток, известные в мире
- Feminists For Animal Rights (Аризона, США)
- WVE!-Women’s Voices for the Earth (Монтана, США)
- The Women’s Environmental Network (Великобритания)
- EVE Online New York (США)
- Gaiaguys NSW (Австралия)
- Boston Ecofeminist Action (Массачусетс, США)